# 臺南市南區日新國民小學
臺南市南區日新國民小學，為一所位於中華民國臺南市南區金華路一段的市立國民小學。小學部六個年級共有29班、附設幼兒園2班、資源班1班。

## 歷史
- 1912年4月，創校時學校名稱為「台南市安平公學校（現臺南市安平區石門國民小學）鹽埕分校」，校舍設在鹽埕玄天上帝廟內[1]
- 1917年1月，新校舍竣工，同年2月搬入新校舍
- 1918年4月，獨立升格並更改學校名稱為「台南市鹽埕公學校」
- 1920年4月，設立下鯤鯓分教室（現臺南市南區龍崗國民小學）
- 1932年11月，初代校長三原正雄紀念碑落成（已拆除）
- 1941年4月，學校名稱為「台南市鹽濱國民學校」
- 1946年2月，再更改學校名稱為「台南市南區第五國民學校」
- 1968年8月，臺灣省推行九年國民義務教育，奉准改名為「台南市南區日新國民小學」
- 1973年至1978年，將原磚造平房改建鋼筋混泥土校舍並購置校地陸續闢建操場、兒童遊樂器材區、禮堂等建物
- 1989年，新建專科教室、圖書館、視聽教室、動物教材園、運動場增設排水系統並鋪設紅磚粉跑道
- 1994年，籌設幼稚園，並興建廚房開辦營養午餐
- 1997年至2003年，行政中心及教學區往北移至新校舍（含新校門）並增設電腦教室，改建2座藍球場（舖設PU面、壓克力面及安全地墊）、增設遊戲場、架設全校光纖網路系統，新建行政大樓及921大樓、體適能教室、音響教室
- 2007年，興建現有之禮堂
- 2016年，拆除東棟教室

### 歷任校長
日治時期
| 任次 | 姓名       | 任期                  |
| ---- | ---------- | --------------------- |
|      | 中條文四郎 | 1912年4月－1918年     |
| 1    | 三原正雄   | 1918年4月－1921年4月  |
| 2    | 有馬為熊   | 1921年5月－1922年5月  |
| 3    | 橋本市郎   | 1922年9月－1926年3月  |
| 4    | 藤原宗七   | 1926年3月－1932年3月  |
| 5    | 白男川實良 | 1932年4月－1934年4月  |
| 6    | 松本英熊   | 1934年4月－1943年4月  |
| 7    | 并手庫夫   | 1943年3月－1945年11月 |

戰後
| 任次 | 姓名     | 任期                  |
| ---- | -------- | --------------------- |
| 1    | 孫炳煌   | 1945年11月－1946年2月 |
| 2    | 曾人爵   | 1946年2月－1949年7月  |
| 3    | 曾振家聲 | 1949年8月－1952年2月  |
| 4    | 吳錦     | 1952年2月－1954年9月  |
| 5    | 張石頭   | 1954年9月－1955年9月  |
| 6    | 嚴展南   | 1955年9月－1973年8月  |
| 7    | 蔡貽華   | 1973年9月－1978年7月  |
| 8    | 陳朝敏   | 1978年7月－1986年8月  |
| 9    | 蔡貽華   | 1986年8月－1987年12月 |
| 10   | 林木青   | 1987年12月－1989年8月 |
| 11   | 周奕民   | 1989年8月－1995年3月  |
| 12   | 張明長   | 1995年3月－1997年8月  |
| 13   | 余義德   | 1997年8月－2003年8月  |
| 14   | 陳國華   | 2003年8月－2009年7月  |
| 15   | 王海秀   | 2009年8月－2017年7月  |
| 16   | 徐俊雄   | 2017年8月至今         |

## 校徽
藍色雙手代表教育愛的包容、照顧。
黃色花瓣代表五育均衡、日新又新。
紅色光芒代表朝氣蓬勃、潛力無窮。

## 行政單位
- 校長室
- 教務處
- 學務處
- 總務處
- 輔導室
- 人事室
- 會計室
- 幼兒園

## 學生意外事件
- 2012年12月1日：曾文欽隨機殺人事件

## 外部連結
- 臺南市南區日新國民小學 （页面存档备份，存于）